# جيمس كراتشفيلد
جيمس كراتشفيلد (بالإنجليزية: James Crutchfield)‏ هو كاتب أغاني وعازف بيانو أمريكي، ولد في 25 مايو 1912 في باتون روج في الولايات المتحدة، وتوفي في 7 ديسمبر 2001 في سانت لويس في الولايات المتحدة.

## وصلات خارجية
- جيمس كراتشفيلد على موقع ميوزك برينز (الإنجليزية)
- جيمس كراتشفيلد على موقع أول ميوزيك (الإنجليزية)
- جيمس كراتشفيلد على موقع ديسكوغز (الإنجليزية)